# Stade de la Colombière
Le stade de la Colombière est le stade principal d'Épinal (Vosges).
Il s'agit d'un stade municipal dont la capacité actuelle est de 2 250 places assises depuis la dernière rénovation du stade en 2020. L'enceinte possède deux tribunes (honneur et Marcel Wassmer) et un gradin derrière les buts. Les gradins Wassmer sont séparés en deux avec une partie pour les supporters visiteurs.
Le stade est principalement consacré au football mais dispose aussi d'une piste d'athlétisme neuve. Il accueille le club de football du SAS Épinal, évoluant dans le Championnat de France de football de National pour la saison 2023-2024.

## Histoire
Dans les années 1960, il est décidé de construire une nouvelle enceinte dédiée à la fois au football et à l’athlétisme. Ce nouveau stade, nommé alors Parc des Sports, remplace le stade Saint-Michel, enceinte du SAS Épinal depuis sa création.
Le Parc des Sports est inauguré le 17 septembre 1967 lors d'un match opposant deux clubs de première division, l'Olympique lyonnais et Sedan. Devant près de 1 600 spectateurs, l'OL s'impose 2-1 contre les Sedanais.
Le SAS joue son premier match officiel le 29 septembre 1967 lors d'un match de Division d'Honneur face au CS Vittel. Épinal remporte ce match 3 buts à 2 devant 1 803 spectateurs.

## Événements

### Coupe de France
Le tableau suivant indique les matchs de la Coupe de France disputés au stade de la Colombière en phase finale (hors SAS Épinal).
| Date             | Tour          | Équipe 1               | Résultat       | Équipe 2                | Affluence |
| ---------------- | ------------- | ---------------------- | -------------- | ----------------------- | --------- |
| 8 février 1970   | 32e de finale | FC Sochaux-Montbéliard | 3 - 1          | FC Mulhouse 1893        | 1 738     |
| 23 janvier 1972  | 32e de finale | ASPTT Metz             | 2 - 1          | RCFC Besançon           | -         |
| 20 février 1972  | 16e de finale | Red Star FC            | 3 - 1          | ASPTT Metz              | 4 559     |
| 29 janvier 1978  | 32e de finale | Troyes AF              | 1 - 0          | AJ Auxerre              | 1 722     |
| 13 février 1982  | 32e de finale | FC Metz                | 1 - 0          | FC Sochaux-Montbéliard  | 7 699     |
| 12 février 1983  | 32e de finale | Avenir Neufchâteau     | 2 - 1          | AS Red Star             | 2 348     |
| 25 janvier 1986  | 32e de finale | FC Sochaux-Montbéliard | 2 - 1          | FC Metz                 | 7 632     |
| 21 mars 1987     | 32e de finale | Paris Saint-Germain FC | 2 - 0          | AS Nancy-Lorraine       | 8 000     |
| 12 mars 1988     | 32e de finale | RC Strasbourg          | 6 - 0          | SR Saint-Dié-des-Vosges | 1 200     |
| 17 février 1990  | 32e de finale | AS Nancy-Lorraine      | 2 - 1          | OGC Nice                | 5 530     |
| 20 janvier 2001  | 32e de finale | ES Thaon               | 0 - 4          | Olympique de Marseille  | 7 500     |
| 22 janvier 2023  | 16e de finale | ES Thaon               | 0 - 0 (2-4tab) | FC Nantes               | 5 500     |
| 21 décembre 2024 | 32e de finale | ES Thaon               | 2 - 1          | Amiens SC               | 2 000     |
| 15 janvier 2025  | 16e de finale | ES Thaon               | 2 - 2 (3-5tab) | RC Strasbourg Alsace    | 3 153     |

### Matchs internationaux
- Coupe amateur de l'UEFA 1974 (éliminatoires) : France amateurs  0 - 2  Pays-Bas amateurs (31 mai 1973)[5]
- Match amical : France U23  3 - 0  Luxembourg (26 avril 1975)[6]
- Championnat d'Europe espoirs 1984 (éliminatoires) : France U21  2 - 0  Luxembourg U21 (5 octobre 1983)[6]
- Jeux olympiques d'été 1984 (éliminatoires) : France olympique  3 - 1  Espagne olympique (29 février 1984)[7]
- Championnat d'Europe U18 1996 : France U18  1 - 0  Portugal U18 (25 juillet 1996)[8]